# Gate (Líbia)
Gate (em árabe: غات‎; romaniz.: Ghat‎; em berbere: ⵗⴰⵜ/Ɣat) é uma localidade da Líbia, situada no distrito de Gate. Entre 1983 e 1987 e novamente desde 2001, é capital desse distrito.